# Malo Mlačevo
Malo Mlačevo je naselje v Občini Grosuplje.